# Heuliez Bus GX Linium
L'Heuliez Bus GX Linium est un autobus urbain fabriqué depuis 2017 par le constructeur français Heuliez Bus, filiale du groupe italien Iveco Bus. Fin 2020, il est également proposé hors du marché français dans sa version électrique sous la marque Iveco Bus sous le nom commercial E-Way.
Le Linium est une version BHNS (bus à haut niveau de service) de l'Heuliez GX 337. Il ne s'agit donc pas d'un nouveau modèle, mais d'une version modifiée pour les lignes à haut rendement.
Il existe deux versions du Linium : le GX 337 Linium (version de 12 mètres) et le GX 437 Linium (version de 18 mètres). Il n'existe pas de version 9 ou 10 mètres (midibus).
Il est actuellement toujours en vente et fabriqué par la marque.

## Historique
Le premier véhicule de ce type a été mis en service en septembre 2017 sur le réseau Palm Bus. Il est initialement fabriqué pour les lignes BHNS de ce réseau avant d'être mis sur le catalogue officiel de la marque[réf. nécessaire].
Plusieurs villes françaises possèdent, ou sont en attente de livraison de ce type de véhicule, comme Angoulême, Toulon, Toulouse, Valence, Lyon, Nice, Reims et Saint-Nazaire[réf. nécessaire].
À partir de 2022, seules les motorisations électriques restent au catalogue. Les réseaux souhaitant s'équiper de véhicules en version hybrides, diesel et gaz sont orientés vers l'Iveco Bus Urbanway, un modèle commercialisé par la filiale d'Heuliez.

## Caractéristiques

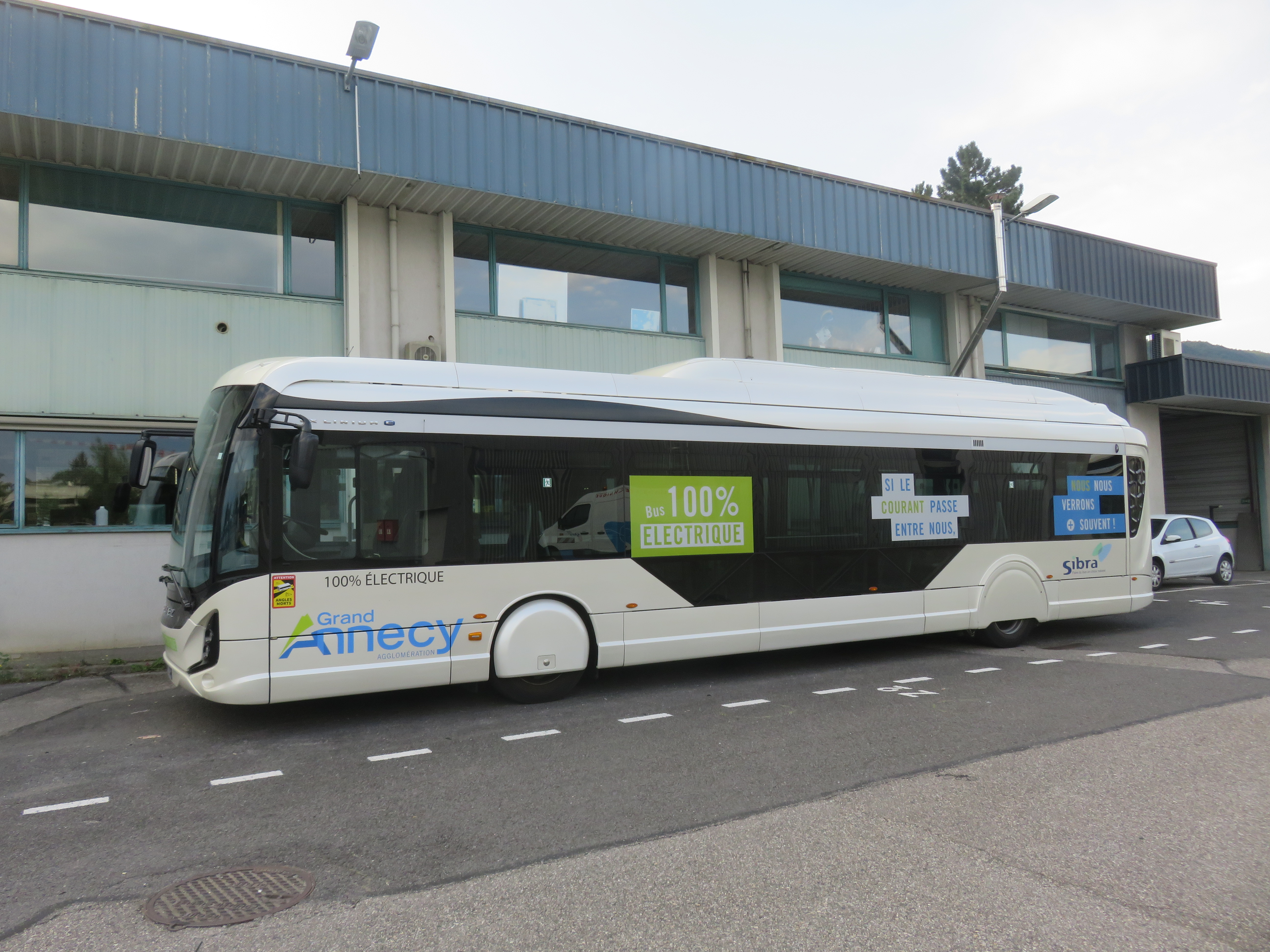
Vue latérale d'un GX 337 Linium ELEC du réseau d'Annecy.

Le Linium se distingue par sa nouvelle face avant, qui a une forme courbée que l'on ne retrouve pas habituellement sur les autres véhicules d'Heuliez Bus. Il dispose aussi de plusieurs options comme le pavillon Lumi'bus, un écran passager ou plusieurs, les baies basses (baies vitrées en forme de triangle en dessous des vitres de base), des ports de recharge rapide USB et bien d'autres[réf. nécessaire].

### Motorisation

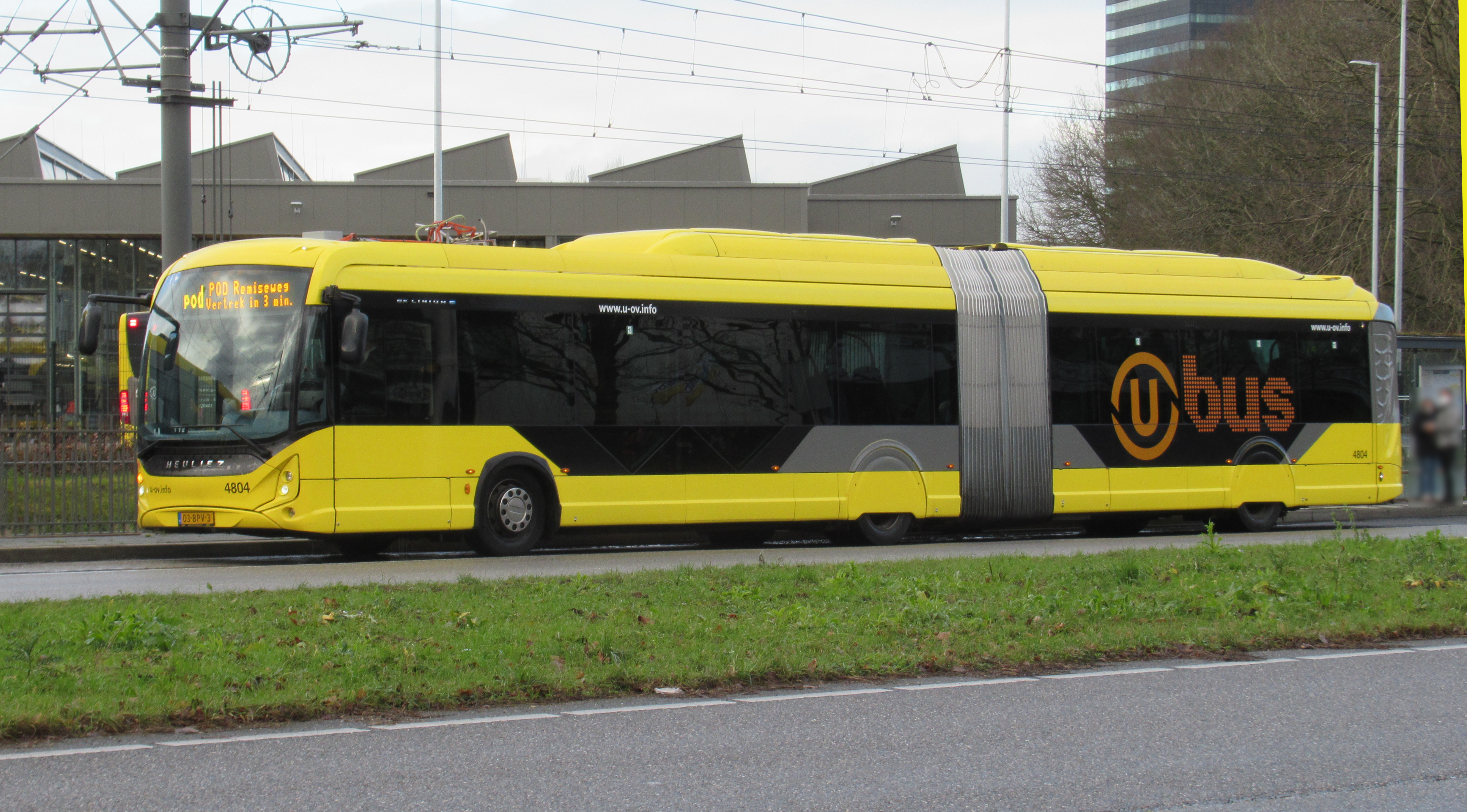
Heuliez GX 437 Linium du réseau
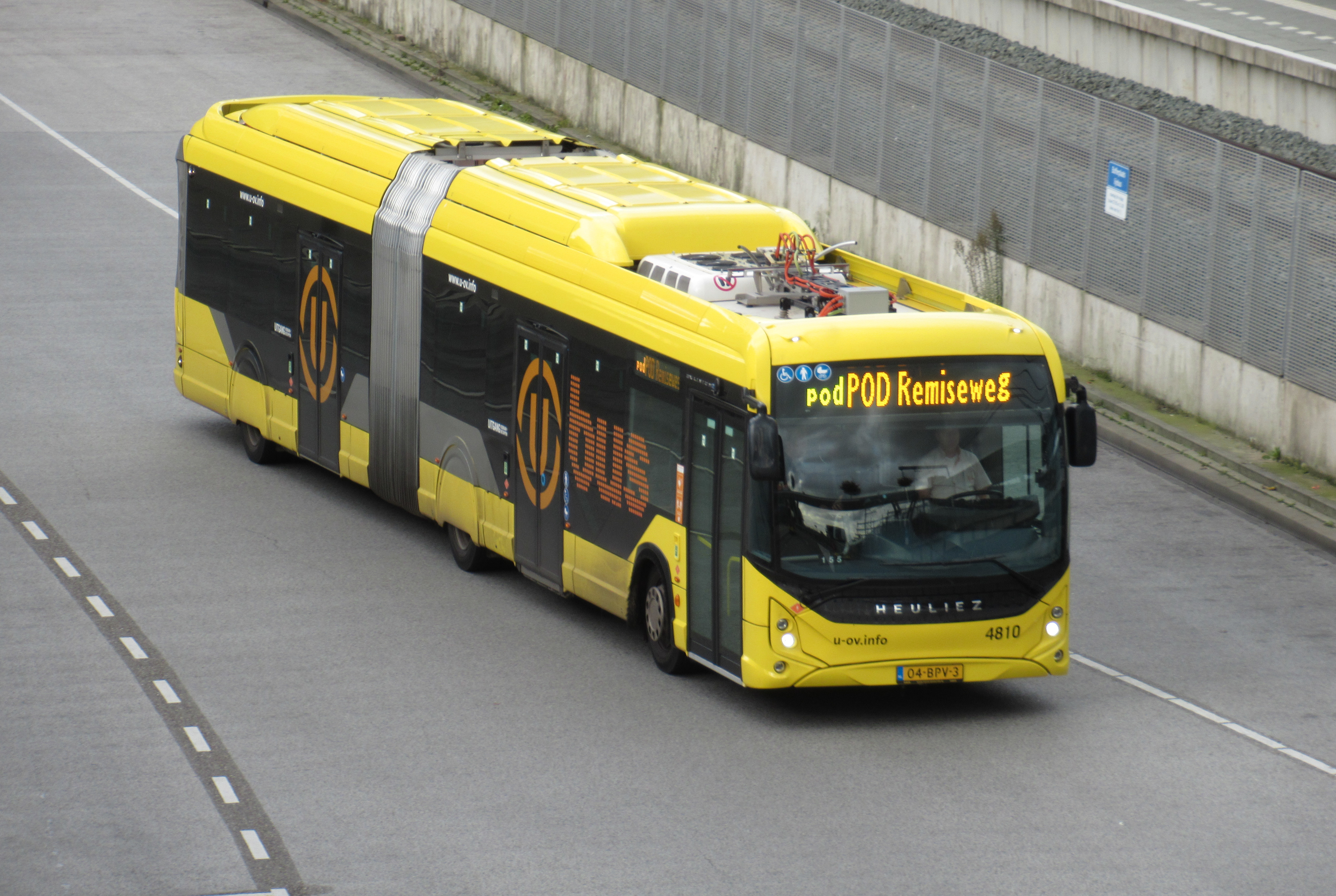
QBuzz (Pays-Bas).

| Modèle                                | Construction | Moteur + Nom                        | Norme Euro | Cylindrée       | Performance                  | Couple               | Vitesse maxi | Consommation + CO2    |
| GX 337 Linium (ZF 6AP - Voith D864.6) | 2017 - 2022  | 6 cylindres en ligne Iveco Tector 7 | Euro 6     | ... cm3 (... L) | 169 kW (230 ch) à ... tr/min | ... N m à ... tr/min | ... km/h     | ... l/100 km ... g/km |
| GX 437 Linium (Voith D864.6)          | 2017 - 2022  | 6 cylindres en ligne Iveco Cursor 9 | Euro 6     |                 | 294 kW (400 ch)              |                      |              |                       |

| Modèle                                    | Construction | Moteur + Nom                        | Norme Euro | Cylindrée | Performance     | Couple | Vitesse maxi | Consommation + CO2 |
| GX 337 Linium CNG (ZF 6AP - Voith D864.6) | 2017 - 2022  | 6 cylindres en ligne Iveco Cursor 8 | Euro 6     |           | 235 kW (320 ch) |        |              |                    |

| Modèle                                         | Construction | Moteur + Nom                                        | Norme Euro | Cylindrée | Performance     | Couple | Vitesse maxi | Consommation + CO2 |
| GX 337 Linium Hyb (variateur de tension Voith) | 2017 - 2022  | 6 cylindres en ligne (Iveco Tector 7) + BAE Systems | Euro 6     |           | 169 kW (230 ch) |        |              |                    |
| GX 437 Linium Hyb (variateur de tension Voith) | 2017 - 2022  | 6 cylindres en ligne (Iveco Tector 7) + BAE Systems | Euro 6     |           | 169 kW (230 ch) |        |              |                    |

| Modèle                                          | Construction | Moteur + Nom & capacité batterie                | Performance         | Couple               | Vitesse maxi | Autonomie | Puissance de charge et temps |
| GX 337 Linium ELEC (variateur de tension Voith) | Depuis 2020  | Synchrone à rotor bobiné BAE Systems ou Siemens | ... kW à ... tr/min | ... N m à ... tr/min | ... km/h     | ... km    | ... kW ... h                 |
| GX 437 Linium ELEC (variateur de tension Voith) | Depuis 2020  | Synchrone à rotor bobiné BAE Systems ou Siemens |                     |                      |              |           |                              |

À noter que la version articulé diesel du GX 437 Linium n'existe qu'à Cannes[réf. nécessaire].